# Élisabeth Campos
Pour les articles homonymes, voir Campos.
 (juillet 2022).
Élisabeth  Campos, née le 6 juin 1960, est une avocate française, docteure en droit, diplômée de sciences criminelles ainsi que de victimologie de l'université de Washington. Spécialiste des sectes et des criminels pathologiques, elle est l'autrice de plusieurs ouvrages sur ces sujets. Elle est chercheuse à l’Institut Philippe-Pinel de Montréal et à l’Université de Montréal. L'écrivain Richard D. Nolane avec qui elle a signé plusieurs ouvrages est son compagnon.
Elle s'intéresse aux aspects criminogènes des groupes religieux minoritaires et des nouveaux mouvements religieux ; à la violence et à la religion ; aux rapports entre le droit et la religion ; au contrôle social ; aux meurtriers sexuels.
C'est aussi une spécialiste du fantastique et de la science-fiction au cinéma et à la télévision et elle collabore depuis plus de 25 ans au magazine français L'Écran fantastique.